# Гастон Аджукуа
Гастон Аджукуа (фр. Gaston Adjoukoua, 14 лютого 1958 — 23 серпня 2015) — івуарійський футболіст, що грав на позиції півзахисника у складі клубів «АСЕК Мімозас» та «Африка Спортс» та національній збірній Кот-д'Івуару.

## Біографія
Гастон Аджукуа на клубному рівні грав у складі абіджанських клубів «АСЕК Мімозас» та «Африка Спортс», у якому став багаторазовим чемпіоном Кот-д'Івуару та володарем Кубка Кот-д'Івуару.
У 1977 році Аджукуа в складі молодіжної збірної Кот-д'Івуару брав участь у молодіжному чемпіонаті світу 1977 року. З 1977 до 1984 року Гастон Аджукуа грав у складі національної збірної Кот-д'Івуару. у складі збірної футболіст брав участь у Кубку африканських націй 1980 року та Кубку африканських націй 1984 року.
Помер Гастон Аджукуа 23 серпня 2015 року в Абіджані.